# ارلینگ برنه
ارلینگ برنه (دانمارکی: Erling Brene; ۱۴ نوامبر ۱۸۹۶ – ۱۷ مهٔ ۱۹۸۰) آهنگساز کلاسیک و اپرا اهل دانمارک بود.
از افتخارات وی میتوان به کسب مدال برنز موسیقی کر و ارکستر در بخش مسابقات هنری بازی‌های المپیک تابستانی ۱۹۴۸ اشاره کرد.